# Kenneth Smaron
Kenneth „Kenny“ Smaron (* 25. Dezember 1984 in Pennsylvania) ist ein professioneller US-amerikanischer Pokerspieler. Er gewann 2017 das Main Event der PokerStars Championship.

## Pokerkarriere
Smaron lebt in Philadelphia. Er spielt online unter dem Nickname kenny05. Im Mai 2015 gewann er auf der Plattform PokerStars ein Turnier der Spring Championship Of Online Poker mit einer Siegprämie von rund 180.000 US-Dollar.
Seine erste Geldplatzierung bei einem Live-Turnier erzielte Smaron im Februar 2006 in Atlantic City. Im Juni 2007 war er erstmals bei der World Series of Poker im Rio All-Suite Hotel and Casino am Las Vegas Strip erfolgreich und kam bei einem Turnier der Variante No Limit Hold’em ins Geld. Im Dezember 2008 erreichte er bei einem Event des Five Diamond World Poker Classic im Hotel Bellagio am Las Vegas Strip den Finaltisch und beendete das Turnier auf dem dritten Platz für mehr als 90.000 US-Dollar Preisgeld. Mitte Dezember 2015 gewann der Amerikaner das High-Roller-Event der European Poker Tour in Prag. Dafür setzte er sich gegen 251 andere Spieler durch und erhielt eine Siegprämie von knapp 600.000 Euro. Im März 2017 siegte er beim Main Event der PokerStars Championship in Panama und sicherte sich eine Siegprämie von knapp 300.000 US-Dollar.
Insgesamt hat sich Smaron mit Poker bei Live-Turnieren knapp 1,5 Millionen US-Dollar erspielt.